# Honkasaari (ö i Finland, Södra Karelen, Imatra, lat 61,49, long 29,38)
Honkasaari är en ö i Finland. Den ligger i sjön Simpelejärvi och i kommunen Parikkala i den ekonomiska regionen  Imatra ekonomiska region  och landskapet Södra Karelen, i den sydöstra delen av landet, 280 km nordost om huvudstaden Helsingfors. Öns area är 37,3 hektar och dess största längd är 1,1 kilometer i nord-sydlig riktning.